# Pietro Solazzi
Pietro Solazzi (Montecarotto, 18 aprile 1827 – Jesi, 4 gennaio 1900) è stato un patriota italiano.

## Biografia
Cresciuto in un ambiente borghese, ben presto rimane attratto dai nuovi ideali che investono le giovani generazioni degli anni Trenta e Quaranta. Fa amicizia con i più illustri patrioti del Risorgimento di Montecarotto, in particolare Francesco Carrara e, soprattutto, il conte Lorenzo Bucci. Inizia gli studi giuridici a Perugia presso il nuovo Collegio Pio della Sapienza di Perugia, istituito da Pio VII ma il fermento del 1848 lo trascina in un vortice di ideali dal quale non ne uscirà più. Lascia il collegio per unirsi al battaglione dei volontari universitari in partenza per il Veneto e nella Prima guerra di indipendenza combatte a Vicenza. L'anno seguente è a Roma per difendere la Repubblica Romana dall'attacco francese.
Nonostante il difficile decennio della restaurazione pontificia, diventa in breve tempo punto di collegamento tra la componente liberale di Jesi e il movimento patriottico di Montecarotto, convinto che tale vicinanza possa un giorno rendersi utile all'unità nazionale in caso di insurrezione generale contro gli austriaci.
Con lo scoppio della Seconda guerra di indipendenza sostiene la breve esperienza del governo provvisorio jesino in mano ad Antonio Colocci, Luigi Colini e Gabriele Greppi nel giugno del 1859. Si rifugia a Firenze, insieme a Colocci per sfuggire alla persecuzione e al carcere, senza rinunciare alla causa nazionale. Con la vittoria della battaglia di Castelfidardo il 18 settembre 1860 e l'arrivo del Commissario straordinario Lorenzo Valerio nelle Marche, ritorna nella sua terra per contribuire attivamente al completamento del processo di "piemontesizzazione" delle Marche, a partire dai plebisciti del 4 e 5 novembre 1860 e, ancor più, dal traghettamento istituzionale e legislativo che si conclude il 17 marzo 1861 con l'Unità d'Italia. Riceve dallo stesso Valerio l'incarico di giusdicente a Montecarotto. Chiusasi la fase risorgimentale, si trasferisce definitivamente a Jesi, dove diventa impiegato comunale. Per l'impegno profuso nelle campagne del 1848-49 riceve la medaglia d'argento al valor militare da parte di Vittorio Emanuele II e nel 1898, il Comune di Vicenza lo decora con la medaglia di bronzo.
A dare risalto e prestigio al suo cognome ci penserà più tardi suo figlio, Sirio Solazzi, noto giurista di diritto romano.